# Charakterpuppe

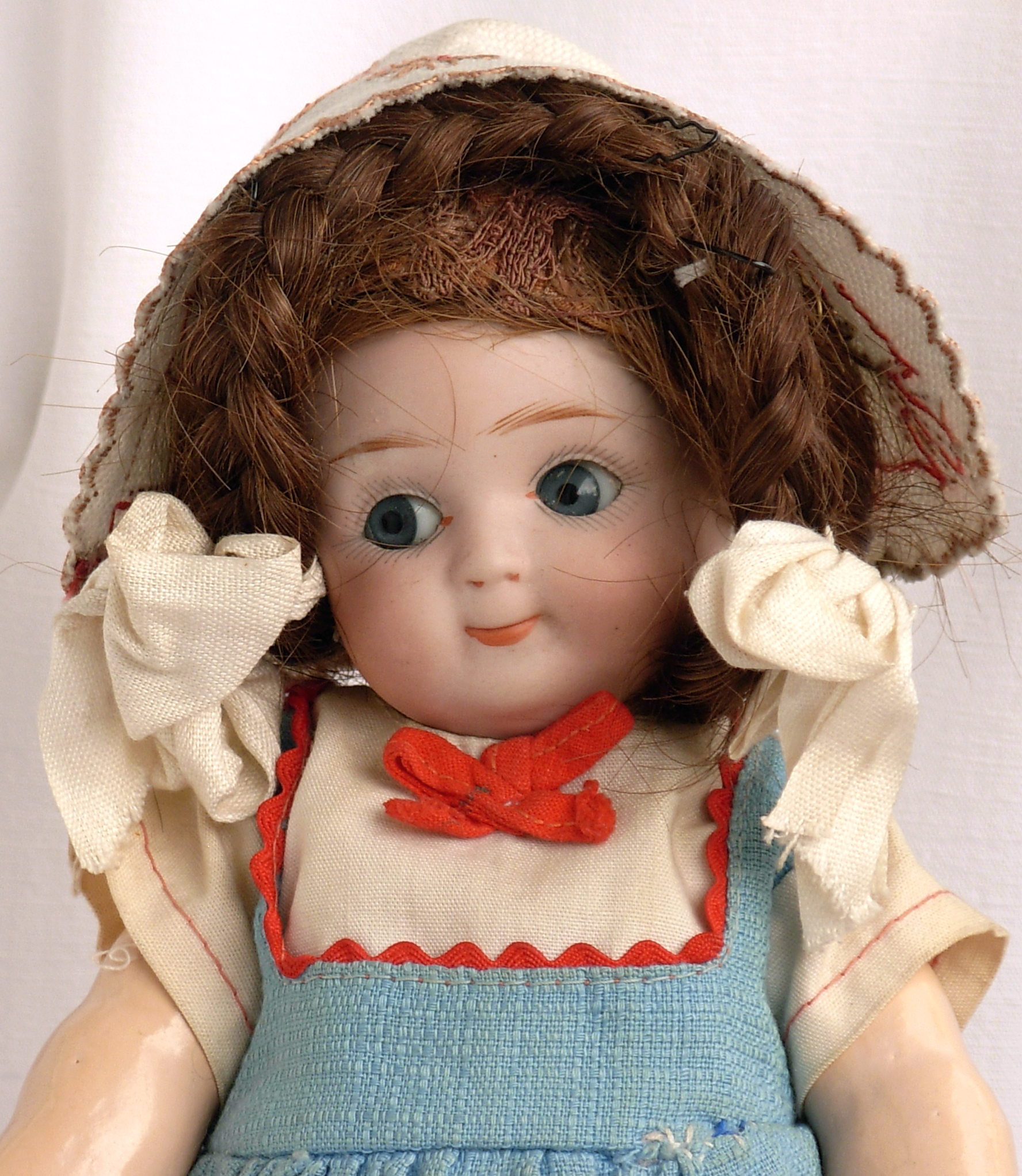
Kopf einer sogenannten „Schielaugenpuppe“ als Sonderform der Charakterpuppen

Als Charakterpuppen werden „Puppen mit ausdrucksstarken, lebensechten Gesichtern“ bezeichnet.

## Geschichte
In Deutschland wurden erstmals um 1908 Charakterpuppen hergestellt, deren Gesichter einen individualisierten Ausdruck erhielten. 
Waren die Puppen verschiedener Hersteller bis dahin in ihrem Gesichtsausdruck eher einheitlich idealisiert, wurden nun Puppenköpfe geschaffen, die wie echte Kinder und Babys individuelle und der Natur nachempfundene, naturalistische und zumeist ausdrucksstarke Gesichtszüge trugen.
Das Deutsche Historische Museum ist im Besitz eines um 1910 datierten und rund 39 cm großen „Charakter-Babys“ von der Firma Franz Schmidt und Co. mit einem Kopf aus Biskuitporzellan mit Glasaugen auf einem für die Zeit typisch bekleideten Körper aus Mischmasse. In der Sendung Kunst und Krempel des Bayerischen Fernsehens wurden frühe Charakterpuppen vorgestellt.